# 松本正勝
松本 正勝（まつもと まさかつ、1942年 - ）は、日本の化学者である。専門は生物発光、神奈川大学理学部化学科教授。神奈川大学常務理事。

## 経歴
- 神奈川大学理学部化学科教授
- 神奈川大学常務理事

## 研究/受賞
- フラン環と縮合した1,2-ジオキセタン誘導体1998年
- 1,2-ジオキセタン誘導体1998年
- コハクオジナマイナイ研究[2]

## 著作・文献
- 『一重項酸素』CRCプレス   1985年
- 『化学の魅力―大学で何を学ぶか (神奈川大学入門テキストシリーズ)』 単行本 松本正勝  西本右子  加部義夫 大石不二夫  杉谷 嘉則 共著